# North Valley
North Valley est une census-designated place située dans le comté de Bernalillo, dans l’État du Nouveau-Mexique, aux États-Unis. Lors du recensement de 2010, sa population s'élevait à 11 333 habitants, dont une majorité de Latinos. Un autre nom de North Valley est North Albuquerque.

## Démographie
| Groupe            | North Valley | Nouveau-Mexique | États-Unis |
| ----------------- | ------------ | --------------- | ---------- |
| Blancs            | 70,9         | 68,4            | 72,4       |
| Autres            | 20,8         | 15,1            | 6,4        |
| Métis             | 4,1          | 3,8             | 2,9        |
| Amérindiens       | 3,0          | 9,4             | 0,9        |
| Asiatiques        | 0,6          | 1,4             | 4,8        |
| Afro-Américains   | 0,6          | 2,1             | 12,6       |
| Total             | 100          | 100             | 100        |
|                   |              |                 |            |
| Latino-Américains | 59,2         | 46,3            | 16,7       |

Selon l'American Community Survey, pour la période 2011-2015, 68,64 % de la population âgée de plus de 5 ans déclare parler l'anglais à la maison, 27,38 % l'espagnol, 1,53 % le navajo, 1,44 % l'allemand et 1,01 % une autre langue.

## Source
- (en) Cet article est partiellement ou en totalité issu de l’article de Wikipédia en anglais intitulé « North Valley, New Mexico » (voir la liste des auteurs).

1. ↑  (en) « Race and Hispanic or Latino: 2010 - State -- Place and (in selected states) County Subdivision », sur factfinder.census.gov.
2. ↑  (en) « Language spoken at home by ability to speak English for the population 5 years and over », sur factfinder.census.gov.